# Trigono dello zodiaco

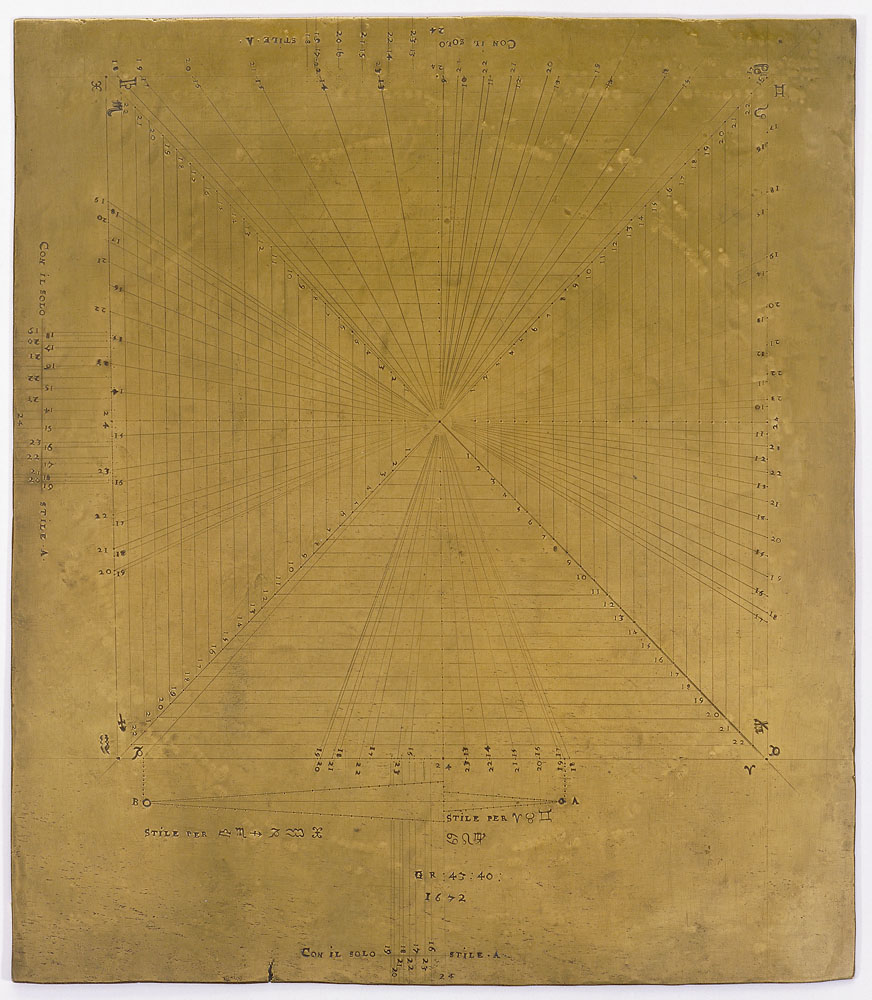
Disco orario per la costruzione di meridiane, Museo Galileo, Firenze.

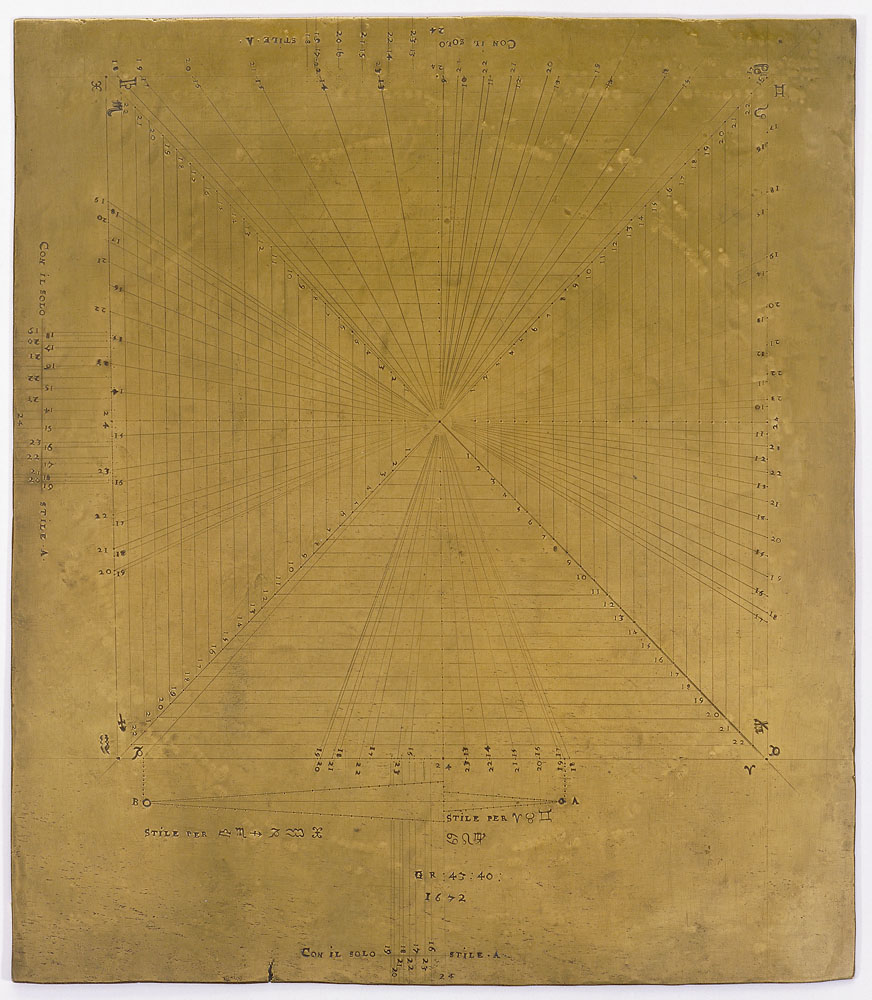
Verso del disco orario per meridiane, Museo Galileo, Firenze.

Il trigono dello zodiaco (△) è un aspetto astrologico dello zodiaco.
Il trigono è la figura triangolare giacente sul piano del coluro solstiziale che ha il vertice coincidente con il centro della sfera celeste e gli angoli alla base con l'intersezione tra il coluro e i due tropici. Gli angoli alla base indicano i punti di solstizio, mentre il centro della base indica i punti di equinozio, e i lati coincidono con l'inclinazione dell'eclittica (23°27'). Sulla base sono proiettate le dodici divisioni dei segni zodiacali prese sull'eclittica, e da questi punti sono tracciate linee convergenti al vertice del triangolo. Parallelamente alla base sono tracciate alcune linee la cui distanza reciproca corrisponde alla tangente degli angoli compresi tra 0° e 60°.
Questa figura fu applicata dal Regiomontano alla costruzione di un particolare orologio solare che porta il suo nome.